# Rally di Finlandia 2003
Il Rally di Finlandia 2003, ufficialmente denominato 53rd Neste Rally Finland, è stata la nona prova del campionato del mondo rally 2003 nonché la cinquantatreesima edizione del Rally di Finlandia e la trentesima con valenza mondiale. La manifestazione si è svolta dal 7 al 10 agosto sugli ondulati sterrati che attraversano le foreste della Finlandia Centrale, con base nella città di Jyväskylä, dove ebbe sede anche il parco assistenza per i concorrenti.
L'evento è stato vinto dall'estone Markko Märtin, navigato dal britannico Michael Park, alla guida di una Ford Focus RS WRC 03 della squadra ufficiale Ford Rallye Sport, al loro secondo successo in stagione, nonché in carriera, dopo la vittoria conseguita al Rally dell'Acropoli, precedendo la coppia formata dal norvegese Petter Solberg e dal britannico Phil Mills, su Subaru Impreza WRC2003 del team 555 Subaru WRT, e quella britannica composta da Richard Burns e Robert Reid, su una Peugeot 206 WRC della scuderia Marlboro Peugeot Total.
Con questa vittoria Markko Märtin divenne il terzo pilota non scandinavo a imporsi nell'appuntamento finlandese, interrompendo inoltre la serie di nove vittorie consecutive da parte dei piloti di casa; a riuscire nell'impresa prima di lui sono stati soltanto Carlos Sainz nel 1990 e Didier Auriol nel 1992.
In Finlandia si disputava anche la quarta tappa del campionato Junior WRC, che ha visto vincere l'equipaggio svedese costituito da Daniel Carlsson e Mattias Andersson, su Suzuki Ignis S1600, al loro primo successo stagionale di categoria.

## Dati della prova
| Denominazione ufficiale             | Neste Rally Finland                                |
| Edizione N°                         | 53                                                 |
| Tappa N°                            | 9 di 14                                            |
| Data manifestazione                 | da giovedì 07/08/2003 a domenica 10/08/2003        |
| Sede ospitante                      | Jyväskylä (Finlandia Centrale)                     |
| Sede parco assistenza               | Hotel Paviljonki, Jyväskylä (Finlandia Centrale)   |
| Superficie                          | Terra                                              |
| Direttore di gara                   | Simo Lampinen                                      |
| Iscritti                            | 73                                                 |
| Partiti                             | 71                                                 |
| Arrivati                            | 35 (49,3%)                                         |
| Prove speciali                      | 23                                                 |
| Prova più breve                     | 2,06 km (PS1 e PS10: SSS Killeri)                  |
| Prova più lunga                     | 40,96 km (PS6: Moksi - Leustu)                     |
| Prova più lenta                     | velocità media di 93,75 km/h (PS10: SSS Killeri 2) |
| Prova più veloce                    | velocità media di 133,72 km/h (PS9: Kruununpera 2) |
| Lunghezza prove speciali            | 409,18 km (23,7% della distanza totale)            |
| Lunghezza complessiva trasferimenti | 1318,42 km                                         |
| Distanza totale                     | 1727,60 km                                         |

## Itinerario
| Frazione   | Data   | Prova  | Ora    | Nome                                              | Partenza                                          | Arrivo                                            | Lunghezza | Totale    |
| ---------- | ------ | ------ | ------ | ------------------------------------------------- | ------------------------------------------------- | ------------------------------------------------- | --------- | --------- |
| Frazione 1 | 7 ago  | PS1    | 18:35  | SSS Killeri 1                                     | Jyväskylä                                         | Jyväskylä                                         | 2,06 km   | 140,36 km |
| Frazione 1 | 8 ago  |        | 07:33  | Assistenza – Hotel Paviljonki, Jyväskylä (20 min) | Assistenza – Hotel Paviljonki, Jyväskylä (20 min) | Assistenza – Hotel Paviljonki, Jyväskylä (20 min) | –         | 140,36 km |
| Frazione 1 | 8 ago  | PS2    | 09:00  | Jukojarvi 1                                       | Keuruu                                            | Multia                                            | 22,31 km  | 140,36 km |
| Frazione 1 | 8 ago  | PS3    | 09:31  | Kruununpera 1                                     | Multia                                            | Petäjävesi                                        | 20,17 km  | 140,36 km |
| Frazione 1 | 8 ago  |        | 10:46  | Assistenza – Hotel Paviljonki, Jyväskylä (20 min) | Assistenza – Hotel Paviljonki, Jyväskylä (20 min) | Assistenza – Hotel Paviljonki, Jyväskylä (20 min) | –         | 140,36 km |
| Frazione 1 | 8 ago  | PS4    | 11:48  | Valkola                                           | Laukaa                                            | Laukaa                                            | 8,42 km   | 140,36 km |
| Frazione 1 | 8 ago  | PS5    | 12:31  | Lankamaa                                          | Laukaa                                            | Laukaa                                            | 23,47 km  | 140,36 km |
| Frazione 1 | 8 ago  | PS6    | 10:37  | Laukaa                                            | Laukaa                                            | Laukaa                                            | 11,82 km  | 140,36 km |
| Frazione 1 | 8 ago  | PS7    | 14:20  | Ruuhimaki                                         | Toivakka                                          | Laukaa                                            | 7,57 km   | 140,36 km |
| Frazione 1 | 8 ago  |        | 15:10  | Assistenza – Hotel Paviljonki, Jyväskylä (20 min) | Assistenza – Hotel Paviljonki, Jyväskylä (20 min) | Assistenza – Hotel Paviljonki, Jyväskylä (20 min) | –         | 140,36 km |
| Frazione 1 | 8 ago  | PS8    | 16:37  | Jukojarvi 2                                       | Keuruu                                            | Multia                                            | 22,31 km  | 140,36 km |
| Frazione 1 | 8 ago  | PS9    | 17:08  | Kruununpera 2                                     | Multia                                            | Petäjävesi                                        | 20,17 km  | 140,36 km |
| Frazione 1 | 8 ago  |        | 18:13  | Assistenza – Hotel Paviljonki, Jyväskylä (20 min) | Assistenza – Hotel Paviljonki, Jyväskylä (20 min) | Assistenza – Hotel Paviljonki, Jyväskylä (20 min) | –         | 140,36 km |
| Frazione 1 | 8 ago  |        | 14:41  | Assistenza – Hotel Paviljonki, Jyväskylä (20 min) | Assistenza – Hotel Paviljonki, Jyväskylä (20 min) | Assistenza – Hotel Paviljonki, Jyväskylä (20 min) | –         | 140,36 km |
| Frazione 1 | 8 ago  | PS10   | 19:50  | SSS Killeri 2                                     | Jyväskylä                                         | Jyväskylä                                         | 2,06 km   | 140,36 km |
| Frazione 1 | 8 ago  |        | 20:17  | Assistenza – Hotel Paviljonki, Jyväskylä (45 min) | Assistenza – Hotel Paviljonki, Jyväskylä (45 min) | Assistenza – Hotel Paviljonki, Jyväskylä (45 min) | –         | 140,36 km |
|            |        |        |        |                                                   |                                                   |                                                   |           |           |
| Frazione 2 | 9 ago  |        | 06:03  | Assistenza – Hotel Paviljonki, Jyväskylä (20 min) | Assistenza – Hotel Paviljonki, Jyväskylä (20 min) | Assistenza – Hotel Paviljonki, Jyväskylä (20 min) | –         | 167,92 km |
| Frazione 2 | 9 ago  | PS11   | 08:04  | Paijala                                           | Kuhmoinen                                         | Jämsä                                             | 21,95 km  | 167,92 km |
| Frazione 2 | 9 ago  | PS12   | 08:39  | Ouninpohja 1                                      | Jämsä                                             | Jämsä                                             | 33,24 km  | 167,92 km |
| Frazione 2 | 9 ago  |        | 10:26  | Assistenza – Hotel Paviljonki, Jyväskylä (20 min) | Assistenza – Hotel Paviljonki, Jyväskylä (20 min) | Assistenza – Hotel Paviljonki, Jyväskylä (20 min) | –         | 167,92 km |
| Frazione 2 | 9 ago  | PS13   | 11:29  | Urria                                             | Keuruu                                            | Jämsä                                             | 10,00 km  | 167,92 km |
| Frazione 2 | 9 ago  | PS14   | 12:47  | Ouninpohja 2                                      | Jämsä                                             | Jämsä                                             | 33,24 km  | 167,92 km |
| Frazione 2 | 9 ago  | PS15   | 13:50  | Ehikki                                            | Jämsä                                             | Jämsä                                             | 14,91 km  | 167,92 km |
| Frazione 2 | 9 ago  |        | 15:00  | Assistenza – Hotel Paviljonki, Jyväskylä (20 min) | Assistenza – Hotel Paviljonki, Jyväskylä (20 min) | Assistenza – Hotel Paviljonki, Jyväskylä (20 min) | –         | 167,92 km |
| Frazione 2 | 9 ago  | PS16   | 16:18  | Moksi - Leustu                                    | Jämsä                                             | Jämsä                                             | 40,96 km  | 167,92 km |
| Frazione 2 | 9 ago  | PS17   | 17:30  | Himos                                             | Jämsä                                             | Jämsä                                             | 13,62 km  | 167,92 km |
| Frazione 2 | 9 ago  |        | 19:03  | Assistenza – Hotel Paviljonki, Jyväskylä (45 min) | Assistenza – Hotel Paviljonki, Jyväskylä (45 min) | Assistenza – Hotel Paviljonki, Jyväskylä (45 min) | –         | 167,92 km |
|            |        |        |        |                                                   |                                                   |                                                   |           |           |
| Frazione 3 | 10 ago |        | 08:03  | Assistenza – Hotel Paviljonki, Jyväskylä (20 min) | Assistenza – Hotel Paviljonki, Jyväskylä (20 min) | Assistenza – Hotel Paviljonki, Jyväskylä (20 min) | –         | 100,90 km |
| Frazione 3 | 10 ago | PS18   | 08:56  | Parkkola 1                                        | Jyväskylä                                         | Jyväskylä                                         | 19,88 km  | 100,90 km |
| Frazione 3 | 10 ago | PS19   | 09:56  | Mokkipera 1                                       | Petäjävesi                                        | Uurainen                                          | 13,96 km  | 100,90 km |
| Frazione 3 | 10 ago | PS20   | 10:30  | Palsankyla                                        | Uurainen                                          | Saarijärvi                                        | 25,46 km  | 100,90 km |
| Frazione 3 | 10 ago |        | 11:45  | Assistenza – Hotel Paviljonki, Jyväskylä (20 min) | Assistenza – Hotel Paviljonki, Jyväskylä (20 min) | Assistenza – Hotel Paviljonki, Jyväskylä (20 min) | –         | 100,90 km |
| Frazione 3 | 10 ago | PS21   | 12:38  | Kuohu                                             | Jyväskylä                                         | Jyväskylä                                         | 7,76 km   | 100,90 km |
| Frazione 3 | 10 ago | PS22   | 13:05  | Parkkola 2                                        | Jyväskylä                                         | Jyväskylä                                         | 19,88 km  | 100,90 km |
| Frazione 3 | 10 ago | PS23   | 14:05  | Mokkipera 2                                       | Petäjävesi                                        | Uurainen                                          | 13,96 km  | 100,90 km |
| Frazione 3 | 10 ago |        | 14:58  | Assistenza – Hotel Paviljonki, Jyväskylä (20 min) | Assistenza – Hotel Paviljonki, Jyväskylä (20 min) | Assistenza – Hotel Paviljonki, Jyväskylä (20 min) | –         | 100,90 km |
| Totale     | Totale | Totale | Totale | Totale                                            | Totale                                            | Totale                                            | Totale    | 409,18 km |

## Risultati

### Classifica
| Pos.                         | Nº       | Pilota                | Co-pilota              | Auto                   | Squadra                  | Classe    | Tempo     | Distacco | Punti    |
| Generale                     | Generale | Generale              | Generale               | Generale               | Generale                 | Generale  | Generale  | Generale | Generale |
| ---------------------------- | -------- | --------------------- | ---------------------- | ---------------------- | ------------------------ | --------- | --------- | -------- | -------- |
| 1.                           | 4        | Markko Märtin         | Michael Park           | Ford Focus RS WRC 03   | Ford Rallye Sport        | WRC       | 3h21'51"7 | –        | 10       |
| 2.                           | 7        | Petter Solberg        | Phil Mills             | Subaru Impreza WRC2003 | 555 Subaru WRT           | WRC       | 3h22'50"6 | +58"9    | 8        |
| 3.                           | 2        | Richard Burns         | Robert Reid            | Peugeot 206 WRC (2002) | Marlboro Peugeot Total   | WRC       | 3h22'51"8 | +1'00"1  | 6        |
| 4.                           | 19       | Carlos Sainz          | Marc Martí             | Citroën Xsara WRC      | Citroën Total            | WRC       | 3h23'51"7 | +1'59"0  | 5        |
| 5.                           | 18       | Sébastien Loeb        | Daniel Elena           | Citroën Xsara WRC      | Citroën Total            | WRC       | 3h24'40"4 | +2'48"7  | 4        |
| 6.                           | 8        | Tommi Mäkinen         | Kaj Lindström          | Subaru Impreza WRC2003 | 555 Subaru WRT           | WRC       | 3h25'16"9 | +3'25"2  | 3        |
| 7.                           | 23       | Janne Tuohino         | Jukka Aho              | Ford Focus RS WRC 02   | -                        | WRC       | 3h26'14"6 | +4'22"9  | 2        |
| 8.                           | 24       | Sebastian Lindholm    | Timo Hantunen          | Peugeot 206 WRC (2001) | Peugeot Sport Finland    | WRC       | 3h26'31"2 | +4'39"5  | 1        |
| 9.                           | 22       | Juuso Pykälistö       | Esko Mertsalmi         | Peugeot 206 WRC (2001) | Bozian Racing            | WRC       | 3h28'15"1 | +6'23"4  | -        |
| 10.                          | 11       | Freddy Loix           | Sven Smeets            | Hyundai Accent WRC3    | Hyundai World Rally Team | WRC       | 3h30'11"6 | +8'19"9  | -        |
| Campionato piloti Junior WRC |          |                       |                        |                        |                          |           |           |          |          |
| 1. (19.)                     | 52       | Daniel Carlsson       | Mattias Andersson      | Suzuki Ignis S1600     | -                        | A6 / JWRC | 3h52'22"9 | –        | 10       |
| 2. (20.)                     | 61       | Brice Tirabassi       | Jacques-Julien Renucci | Renault Clio S1600     | -                        | A6 / JWRC | 3h53'19"8 | +56"9    | 8        |
| 3. (24.)                     | 70       | Guy Wilks             | Phil Pugh              | Ford Puma S1600        | -                        | A6 / JWRC | 3h58'05"9 | +5'43"0  | 6        |
| 4. (25.)                     | 71       | Urmo Aava             | Kuldar Sikk            | Suzuki Ignis S1600     | -                        | A6 / JWRC | 4h01'04"6 | +8'41"7  | 5        |
| 5. (26.)                     | 69       | Salvador Cañellas Jr. | Xavier Amigò Colón     | Suzuki Ignis S1600     | -                        | A6 / JWRC | 4h01'09"8 | +8'46"9  | 4        |
| 6. (27.)                     | 67       | Alessandro Broccoli   | Simona Girelli         | Opel Corsa S1600       | -                        | A6 / JWRC | 4h03'31"3 | +11'08"4 | 3        |
| 7. (30.)                     | 58       | Marcos Ligato         | Ruben Garcia           | Fiat Punto S1600       | -                        | A6 / JWRC | 4h09'29"5 | +17'06"6 | 2        |
| 8. (33.)                     | 62       | Oscar Svedlund        | Björn Nilsson          | Volkswagen Polo S1600  | -                        | A6 / JWRC | 4h12'50"9 | +20'28"0 | 1        |

| Principali ritiri | Principali ritiri | Principali ritiri | Principali ritiri | Principali ritiri         | Principali ritiri        | Principali ritiri | Principali ritiri     | Principali ritiri |
| PS                | Nº                | Pilota            | Co-pilota         | Auto                      | Squadra                  | Classe            | Causa                 | Pos.              |
| ----------------- | ----------------- | ----------------- | ----------------- | ------------------------- | ------------------------ | ----------------- | --------------------- | ----------------- |
| PS 2              | 14                | Didier Auriol     | Denis Giraudet    | Škoda Fabia WRC           | Škoda Motorsport         | WRC               | Infortunio del pilota | 23º               |
| PS 12             | 3                 | Harri Rovanperä   | Risto Pietiläinen | Peugeot 206 WRC (2002)    | Marlboro Peugeot Total   | WRC               | Incidente             | 52º               |
| PS 12             | 6                 | Mikko Hirvonen    | Jarmo Lehtinen    | Ford Focus RS WRC 02      | Ford Rallye Sport        | WRC               | Motore                | 13º               |
| PS 13             | 15                | Toni Gardemeister | Paavo Lukander    | Škoda Fabia WRC           | Škoda Motorsport         | WRC               | Motore                | 12º               |
| PS 15             | 1                 | Marcus Grönholm   | Timo Rautiainen   | Peugeot 206 WRC (2002)    | Marlboro Peugeot Total   | WRC               | Ruota persa           | 5º                |
| PS 16             | 17                | Colin McRae       | Derek Ringer      | Citroën Xsara WRC         | Citroën Total            | WRC               | Incidente             | 5º                |
| PS 16             | 35                | Henning Solberg   | Cato Menkerud     | Mitsubishi Lancer Evo 6.5 | -                        | WRC               | Motore                | 17º               |
| PS 19             | 5                 | François Duval    | Stéphane Prévot   | Ford Focus RS WRC 03      | Ford Rallye Sport        | WRC               | Incidente             | 11º               |
| PS 19             | 12                | Jussi Välimäki    | Jakke Honkanen    | Hyundai Accent WRC3       | Hyundai World Rally Team | WRC               | Incidente             | 13º               |
| PS 19             | 74                | Kris Meeke        | Chris Patterson   | Opel Corsa S1600          | -                        | A6 / JWRC         | Problemi elettrici    | 39º               |

Legenda
| Icona | Classe                                                                                  |
| ----- | --------------------------------------------------------------------------------------- |
| WRC   | Equipaggio di classe A8 che può conquistare punti per il campionato costruttori WRC     |
| WRC   | Equipaggio di classe A8 che non può conquistare punti per il campionato costruttori WRC |
| PWRC  | Equipaggio registrato al campionato PWRC                                                |
| JWRC  | Equipaggio registrato al campionato Junior WRC                                          |
|       | Ulteriori classificazioni                                                               |

### Prove speciali
| Frazione   | Data   | Prova | Ora   | Nome           | Lunghezza | Vincitori                                                    | Tempo   | Velocità media | Leader del rally                |
| ---------- | ------ | ----- | ----- | -------------- | --------- | ------------------------------------------------------------ | ------- | -------------- | ------------------------------- |
| Frazione 1 | 7 ago  | PS1   | 18:35 | SSS Killeri 1  | 2,06 km   | Markko Märtin Michael Park                                   | 1'18"6  | 94,35 km/h     | Markko Märtin Michael Park      |
| Frazione 1 | 8 ago  | PS2   | 09:00 | Jukojarvi 1    | 22,31 km  | Marcus Grönholm Timo Rautiainen e Markko Märtin Michael Park | 10'50"8 | 123,41 km/h    | Markko Märtin Michael Park      |
| Frazione 1 | 8 ago  | PS3   | 09:31 | Kruununpera 1  | 20,17 km  | Markko Märtin Michael Park                                   | 9'12"4  | 131,45 km/h    | Markko Märtin Michael Park      |
| Frazione 1 | 8 ago  | PS4   | 11:48 | Valkola        | 8,42 km   | Marcus Grönholm Timo Rautiainen                              | 4'25"4  | 114,21 km/h    | Markko Märtin Michael Park      |
| Frazione 1 | 8 ago  | PS5   | 12:31 | Lankamaa       | 23,47 km  | Marcus Grönholm Timo Rautiainen                              | 11'26"0 | 123,17 km/h    | Marcus Grönholm Timo Rautiainen |
| Frazione 1 | 8 ago  | PS6   | 13:22 | Laukaa         | 11,82 km  | Markko Märtin Michael Park                                   | 5'46"1  | 122,95 km/h    | Marcus Grönholm Timo Rautiainen |
| Frazione 1 | 8 ago  | PS7   | 14:20 | Ruuhimaki      | 7,57 km   | Richard Burns Robert Reid                                    | 4'03"4  | 111,96 km/h    | Marcus Grönholm Timo Rautiainen |
| Frazione 1 | 8 ago  | PS8   | 16:37 | Jukojarvi 2    | 22,31 km  | Markko Märtin Michael Park                                   | 10'40"1 | 125,47 km/h    | Marcus Grönholm Timo Rautiainen |
| Frazione 1 | 8 ago  | PS9   | 17:08 | Kruununpera 2  | 20,17 km  | Markko Märtin Michael Park                                   | 9'03"0  | 133,72 km/h    | Markko Märtin Michael Park      |
| Frazione 1 | 8 ago  | PS10  | 19:50 | SSS Killeri 2  | 2,06 km   | Marcus Grönholm Timo Rautiainen                              | 1'19"1  | 93,75 km/h     | Markko Märtin Michael Park      |
|            |        |       |       |                |           |                                                              |         |                | Markko Märtin Michael Park      |
| Frazione 2 | 9 ago  | PS11  | 08:04 | Paijala        | 21,95 km  | Marcus Grönholm Timo Rautiainen                              | 11'21"4 | 115,97 km/h    | Markko Märtin Michael Park      |
| Frazione 2 | 9 ago  | PS12  | 08:39 | Ouninpohja 1   | 33,24 km  | Marcus Grönholm Timo Rautiainen                              | 15'31"0 | 128,53 km/h    | Marcus Grönholm Timo Rautiainen |
| Frazione 2 | 9 ago  | PS13  | 11:29 | Urria          | 10,00 km  | Richard Burns Robert Reid                                    | 4'48"4  | 124,83 km/h    | Marcus Grönholm Timo Rautiainen |
| Frazione 2 | 9 ago  | PS14  | 12:47 | Ouninpohja 2   | 33,24 km  | Colin McRae Derek Ringer                                     | 15'25"1 | 129,35 km/h    | Markko Märtin Michael Park      |
| Frazione 2 | 9 ago  | PS15  | 13:50 | Ehikki         | 14,91 km  | Richard Burns Robert Reid                                    | 6'52"6  | 130,09 km/h    | Markko Märtin Michael Park      |
| Frazione 2 | 9 ago  | PS16  | 16:18 | Moksi - Leustu | 40,96 km  | Markko Märtin Michael Park                                   | 20'39"2 | 118,99 km/h    | Markko Märtin Michael Park      |
| Frazione 2 | 9 ago  | PS17  | 17:30 | Himos          | 13,62 km  | Petter Solberg Phil Mills                                    | 7'30"1  | 108,94 km/h    | Markko Märtin Michael Park      |
|            |        |       |       |                |           |                                                              |         |                | Markko Märtin Michael Park      |
| Frazione 3 | 10 ago | PS18  | 08:56 | Parkkola 1     | 19,88 km  | Markko Märtin Michael Park                                   | 9'53"0  | 120,69 km/h    | Markko Märtin Michael Park      |
| Frazione 3 | 10 ago | PS19  | 09:56 | Mokkipera 1    | 13,96 km  | Richard Burns Robert Reid                                    | 6'56"0  | 120,91 km/h    | Markko Märtin Michael Park      |
| Frazione 3 | 10 ago | PS20  | 10:30 | Palsankyla     | 25,46 km  | Richard Burns Robert Reid                                    | 13'31"2 | 112,99 km/h    | Markko Märtin Michael Park      |
| Frazione 3 | 10 ago | PS21  | 12:38 | Kuohu          | 7,76 km   | Richard Burns Robert Reid                                    | 3'45"3  | 123,99 km/h    | Markko Märtin Michael Park      |
| Frazione 3 | 10 ago | PS22  | 13:05 | Parkkola 2     | 19,88 km  | Petter Solberg Phil Mills                                    | 9'39"7  | 123,46 km/h    | Markko Märtin Michael Park      |
| Frazione 3 | 10 ago | PS23  | 14:05 | Mokkipera 2    | 13,96 km  | Petter Solberg Phil Mills                                    | 6'47"8  | 123,24 km/h    | Markko Märtin Michael Park      |

## Classifiche mondiali
Classifica piloti
| Pos. | Pos. | Pilota             | Punti |
| ---- | ---- | ------------------ | ----- |
| 1    |      | Richard Burns      | 49    |
| 2    |      | Carlos Sainz       | 44    |
| 3    |      | Marcus Grönholm    | 38    |
| 4    | 1    | Petter Solberg     | 38    |
| 5    | 1    | Sébastien Loeb     | 37    |
| 6    | 1    | Markko Märtin      | 37    |
| 7    | 1    | Colin McRae        | 28    |
| 8    | 1    | Tommi Mäkinen      | 18    |
| 9    | 1    | Harri Rovanperä    | 16    |
| 10   |      | François Duval     | 11    |
| 11   |      | Toni Gardemeister  | 9     |
| 12   |      | Gilles Panizzi     | 6     |
| 13   |      | Didier Auriol      | 4     |
| 14   |      | Mikko Hirvonen     | 3     |
| 15   |      | Cédric Robert      | 3     |
| 16   |      | Alister McRae      | 3     |
| 17   |      | Armin Schwarz      | 3     |
| 18   | N    | Janne Tuohino      | 2     |
| 19   | 1    | Alistair Ginley    | 1     |
| 20   | N    | Sebastian Lindholm | 1     |

Classifica costruttori WRC
| Pos. | Pos. | Squadra                  | Punti |
| ---- | ---- | ------------------------ | ----- |
| 1    |      | Marlboro Peugeot Total   | 101   |
| 2    |      | Citroën Total            | 97    |
| 3    |      | Ford Rallye Sport        | 60    |
| 4    |      | 555 Subaru WRT           | 60    |
| 5    |      | Škoda Motorsport         | 20    |
| 6    |      | Hyundai World Rally Team | 10    |